# Pianoconcert nr. 22 (Mozart)
Pianoconcert nr. 22 in Es majeur, KV 482, is een pianoconcert van Wolfgang Amadeus Mozart. Hij schreef het stuk in december 1785.

## Orkestratie
Het pianoconcert is geschreven voor:
- Fluit
- Twee klarinetten
- Twee fagotten
- Twee hoorns
- Twee trompetten
- Pauken
- Pianoforte
- Strijkers

## Onderdelen
Het pianoconcert bestaat uit drie delen:
1. Allegro
2. Andante
3. Allegro